# 船井郡
- 令制国一覧 > 山陰道 > 丹波国 > 船井郡
- 日本 > 近畿地方 > 京都府 > 船井郡

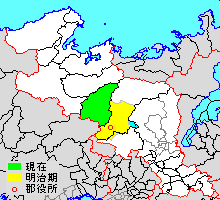
京都府船井郡の位置（緑：京丹波町 水色：後に他郡から編入した区域）

船井郡（ふないぐん）は、京都府（丹波国）の郡。
人口11,552人、面積303.09km²、人口密度38.1人/km²。（2025年2月1日、推計人口）
以下の1町を含む。
- 京丹波町（きょうたんばちょう）

## 郡域
1879年（明治12年）に行政区画として発足した当時の郡域は、上記1町のほか、概ね下記の区域にあたる。
- 南丹市の一部（美山町各町・八木町神吉を除く）
- 亀岡市の一部（東本梅町各町）

## 歴史

### 古代
郡内の北屋賀（現・南丹市八木町北屋賀）に国府という地名が残り、国府の近くに設けられる宗社大明神（綜社、總社）が屋賀（現・南丹市八木町屋賀）にあることから、本郡は丹波国国府推定地の一つとされている。

#### 郷
『和名類聚抄』に記される郡内の郷。
- 刑部郷
- 志麻郷
- 船井郷
- 出鹿郷
- 田原郷
- 余戸郷
- 城崎郷
- 野口郷
- 須知郷
- 皷打郷
- 木前郷

#### 式内社
『延喜式』神名帳に記される郡内の式内社。
| 神名帳                      | 神名帳               | 神名帳 | 神名帳 | 比定社         | 比定社                         | 比定社 | 集成 |
| 社名                        | 読み                 | 格     | 付記   | 社名           | 所在地                         | 備考   | 集成 |
| --------------------------- | -------------------- | ------ | ------ | -------------- | ------------------------------ | ------ | ---- |
| 船井郡 10座（大1座・小9座） |                      |        |        |                |                                |        |      |
| 船井神社                    | フナヰノ             | 小     |        | 船井神社       | 京都府南丹市八木町船枝         |        |      |
| 志多非神社                  | シタヒノ             | 小     |        | 薮田神社       | 京都府南丹市園部町南大谷       |        |      |
| 出石𡶌部神社                | イツシノカノイソヘノ | 小     |        | 何鹿神社       | 京都府船井郡京丹波町曽根竿代   |        |      |
| 島物部神社                  |                      | 小     |        | （論）荒井神社 | 京都府南丹市八木町美里         |        |      |
| 幡日佐神社                  | ハタヒサノ           | 小     |        | 幡日佐神社     | 京都府南丹市八木町氷所         |        |      |
| 志波加神社                  | シハカノ             | 小     |        | 志波加神社     | 京都府南丹市日吉町志和賀       |        |      |
| 弁奈貴神社                  | ヘナキノ             | 小     |        | 岩山神社       | 京都府船井郡京丹波町塩田谷岩山 |        |      |
| 麻気神社                    | マケノ               | 名神大 |        | 摩氣神社       | 京都府南丹市園部町竹井         |        |      |
| 酒沼志神社                  | サカチシノ スヂシノ  | 小     |        | 酒治志神社     | 京都府船井郡京丹波町三ノ宮     |        |      |
| 多沼神社                    | タヌマノ             | 小     |        | 多治神社       | 京都府南丹市日吉町田原         |        |      |
| 凡例を表示                  |                      |        |        |                |                                |        |      |

### 近世以降の沿革
- 「旧高旧領取調帳」に記載されている明治初年時点での支配は以下の通り。●は村内に寺社領が存在。幕府領は京都代官が管轄。篠山藩領11村は幕末時点では京都代官が管轄する幕府領であったが、明治2年に領地替えとなった[注 1]（206村）

| 知行         | 知行                     | 村数  | 村名 |
| ------------ | ------------------------ | ----- | --- |
| 幕府領       | 幕府領                   | 3村   | 久保村、大戸村（現・南丹市日吉町上胡麻）、和田村（現・京丹波町） |
| 幕府領       | 旗本領                   | 20村  | 大戸村（現・南丹市園部町大戸）、院内村、●森村、下志和賀村、上野村（現・南丹市の一部）、上稗生村、新宮村、紅井村、実勢村、高屋村（現・京丹波町）、大朴村、八田村、小野村、坂井村、妙楽寺村、粟野村、保井谷村、猪鼻村、井脇村、橋爪村 |
| 藩領         | 丹波園部藩               | 118村 | 畑中村、船枝村、室橋村、熊原村、室河原村、池ノ内村、玉ノ井村、●神田村、●広垣内村、●雀部村、鳥羽村、八木島村、大藪村、柴山村、八木村、小山村、大村、南横田村、下横田村、上横田村、上木崎村、下木崎村、園部村、垣内村、今林村、瓜生野村、熊崎村、新堂村、千妻村、曽我谷村、宍人村、下新江村、上新江村、摩気村、篠田村、西山村、大坪村、船阪村、東半田村、西半田村、南大谷村、南八田村、大河内村、法京村、下天引村、上天引村、上野村（現・京丹波町）、山口村、西谷村、上志和賀村、家田村、胡麻中村、畑村、下草井原村、上草井原村、上胡麻村、角本村、藁無村、松尾村、上河内村、片野村、中村（現・南丹市日吉町中）、宮村、上世木村、世木林村、牧山村、殿田村、下谷村、上谷村、下稗生村、安鳥村、上小畑村、下小畑村、上木住村、下木住村、新村、和田村（現・南丹市）、殿村、吉野部村、大谷村、海老谷村、東谷村、佐々江村、谷村、坪井村、黒瀬村、知野部村、尾長野村、蕨村、白土村、安栖里村、上乙見村、大簾村、中山村、坂原村、大迫村、塩谷村、稲次村、中村（現・京丹波町中）、下粟野村、下乙見村、長瀬村、上粟野村、角村、出野村、仏主村、篠原村、本庄村、才原村、大倉村、市場村、小畑村、西河内村、細谷村、升谷村、広野村、広瀬村、奥村、子来新田 |
| 藩領         | 丹波亀山藩               | 37村  | 青戸村、刑部村、北広瀬村、屋賀村、山室村、南広瀬村、木原村、黒田村、南半田村、下口人村、中口人村、絹掛村、上口人村、大内村、松熊村、殿谷村、若森村、中野村、赤熊村、下村、鎌倉村、中村（現・京丹波町高岡）、笹尾村、辻村、中畑村、西階村、水戸村、新水戸村、蒲生村、市森村、須知村、塩田谷村、安井村、鎌谷中村、鎌谷下村、東又村、鎌谷奥村 |
| 藩領         | 丹波篠山藩               | 3村   | 諸木村、水原村、下大久保村 |
| 藩領         | 丹波綾部藩               | 2村   | 新町村、質志村 |
| 藩領         | 上総鶴牧藩               | 1村   | 上大久保村 |
| 藩領         | 園部藩・篠山藩           | 1村   | 岡田村 |
| 藩領         | 篠山藩・鶴牧藩           | 3村   | 質美下村、質美上村、北久保村 |
| 幕府領・藩領 | 旗本領・園部藩           | 3村   | 高屋村（現・南丹市）、曽根村、下胡麻村 |
| 幕府領・藩領 | 旗本領・園部藩・綾部藩   | 1村   | 中台村 |
| 幕府領・藩領 | 旗本領・篠山藩           | 1村   | 井尻村 |
| 幕府領・藩領 | 旗本領・綾部藩           | 2村   | 三ノ宮村、諸内村 |
| 幕府領・藩領 | 旗本領・鶴牧藩           | 1村   | 水呑村 |
| その他       | 御除料                   | 2村   | 佐切村、越方村 |
| その他       | 准后御料・幕府領         | 1村   | 野条村 |
| その他       | 准后御料・幕府領・旗本領 | 1村   | 日置村 |
| その他       | 准后御料・亀岡藩         | 1村   | ●観音寺村 |
| その他       | 御除料・篠山藩           | 1村   | 氷所村 |
| その他       | 准后御料・篠山藩         | 1村   | 池上村 |
| その他       | その他・篠山藩           | 1村   | 西田村 |
| その他       | その他・園部藩           | 1村   | ●埴生村 |
| その他       | 寺社領                   | 1村   | 戸津川村 |

- 慶応4年
  - 2月19日（1868年3月12日） - 幕府領・旗本領が京都裁判所の管轄となる。
  - 閏4月25日（1868年6月15日） - 京都裁判所の管轄地域が京都府の管轄となる。
  - 閏4月28日（1868年6月18日） - 京都府の管轄地域が久美浜県の管轄となる。
- 明治初年 - 以下の村の統合が行われる。（204村）
  - 木崎村 ← 上木崎村、下木崎村
  - 天引村 ← 下天引村、上天引村
- 明治2年6月19日（1869年7月27日） - 丹波亀山藩が任知藩事にともない改称して亀岡藩となる。
- 明治4年
  - 7月14日（1871年8月29日） - 廃藩置県により、藩領が園部県、亀岡県、篠山県、綾部県、鶴牧県の管轄となる。
  - 11月2日（1871年12月13日） - 第1次府県統合により、篠山県の管轄地域が豊岡県の管轄となる。
  - 11月14日（1871年12月25日） - 第1次府県統合により、鶴牧県の管轄地域が木更津県の管轄となる。
  - 11月22日（1872年1月2日） - 第1次府県統合により、全域が京都府の管轄となる。
- 時期不明 - 新町村が須知村に、諸内村が橋爪村にそれぞれ合併[注 29]。（202村）
- 明治4年（1871年） - 大戸村（現・南丹市日吉町上胡麻）が上胡麻村に合併。（201村）
- 明治5年（1872年） - 奥村が升谷村に合併。（200村）
- 明治6年（1873年） - 以下の村の統合が行われる。（194村）
  - 田原村 ← 片野村、新村、和田村（現・南丹市）、殿村
  - 四ツ谷村 ← 吉野部村、北大谷村、海老谷村、東谷村
- 明治7年（1874年） - 以下の村の統合が行われる。（184村）
  - 志和賀村 ← 下志和賀村、山口村、西谷村、上志和賀村
  - 富田村 ← 高屋村（現・京丹波町）、坪井村
  - 下山村 ← 黒瀬村、知野部村、尾長野村、蕨村、白土村
  - 質美村 ← 質美下村、質美上村、北久保村
- 明治9年（1876年） - 以下の村の統合が行われる。（149村）

- 保野田村 ← 久保村、上野村（現・南丹市）、家田村
- 豊田村 ← 新宮村、紅井村、谷村
- 生畑村 ← 上稗生村、下稗生村、安鳥村、上小畑村、下小畑村
- 諸畑村 ← 畑中村、諸木村
- 横田村 ← 南横田村、下横田村、上横田村
- 内林村 ← 垣内村、今林村
- 竹井村 ← 上新江村、摩気村、篠田村
- 大西村 ← 西山村、大坪村
- 半田村 ← 東半田村、西半田村、南半田村
- 胡麻村 ← 胡麻中村、角本村、下胡麻村

- 畑郷村 ← 畑村、下草井原村、上草井原村
- 船岡村 ← 藁無村、松尾村、上河内村
- 天若村 ← 宮村、上世木村、世木林村
- 中世木村 ← 牧山村、下谷村、上谷村
- 高岡村 ← 下村、鎌倉村、中村（現・京丹波町高岡）、西階村
- 口八田村 ← 笹尾村、辻村、中畑村
- 木住村 ← 上木住村、下木住村
- 口人村 ← 下口人村、中口人村
- 口司村 ← 絹掛村、上口人村

- 明治12年（1879年）4月10日 - 郡区町村編制法の京都府での施行により、行政区画としての船井郡が発足。郡役所が園部村に設置。
- 明治15年（1882年） - 屋賀村の一部が分立し北屋賀村となる。（150村）

### 町村制以降の沿革

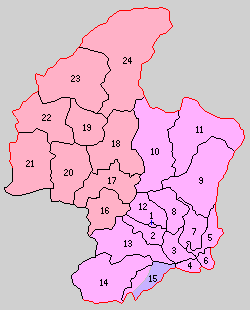
1.園部町 2.園部村 3.吉富村 4.八木村 5.富庄村 6.本荘村 7.新庄村 8.川辺村 9.世木村 10.胡麻郷村 11.五ヶ荘村 12.桐ノ庄村 13.摩気村 14.西本梅村 15.東本梅村 16.竹野村 17.須知村 18.高原村 19.質美村 20.檜山村 21.梅田村 22.三ノ宮村 23.上和知村 24.下和知村（紫：亀岡市 桃：南丹市 赤：京丹波町）

- 明治22年（1889年）4月1日 - 町村制の施行により、下記の町村が発足。（1町23村）
  - 園部町（園部村のうち町分[注 30]が分立して町制施行。現・南丹市）
  - 園部村 ← 園部村、小山村、大村、横田村、黒田村（現・南丹市）
  - 吉富村 ← 鳥羽村、南広瀬村、大藪村、八木島村、玉ノ井村、池ノ内村、神田村、雀部村、室河原村、広垣内村、木原村（現・南丹市）
  - 八木村 ← 八木村、柴山村（現・南丹市）
  - 富庄村 ← 北広瀬村、日置村、氷所村、刑部村（現・南丹市）
  - 本荘村 ← 青戸村、西田村、観音寺村、屋賀村、北屋賀村（現・南丹市）
  - 新庄村 ← 船枝村、山室村、室橋村、野条村、諸畑村、池上村（現・南丹市）
  - 川辺村 ← 高屋村、大戸村、佐切村、熊原村、越方村、船岡村（現・南丹市）
  - 世木村 ← 殿田村、天若村、中村、中世木村、生畑村、木住村（現・南丹市）
  - 胡麻郷村 ← 胡麻村、上胡麻村、保野田村、志和賀村、畑郷村（現・南丹市）
  - 五ヶ荘村 ← 四ツ谷村、田原村、佐々江村（現・南丹市）
  - 桐ノ庄村 ← 内林村、曽我谷村、瓜生野村、熊崎村、新堂村、千妻村、岡田村、木崎村（現・南丹市）
  - 摩気村 ← 宍人村、口司村、口人村、半田村、大西村、船阪村、下新江村、竹井村（現・南丹市）
  - 西本梅村 ← 埴生村、天引村、大河内村、法京村、南八田村、殿谷村（現・南丹市）
  - 東本梅村 ← 南大谷村、若森村（現・亀岡市、南丹市）、赤熊村、大内村、中野村、松熊村（現・亀岡市）
  - 竹野村 ← 高岡村、口八田村、新水戸村、水戸村（現・京丹波町）
  - 須知村 ← 須知村、市森村、上野村、蒲生村、曽根村、院内村、森村、塩田谷村、安井村（現・京丹波町）
  - 高原村 ← 富田村、実勢村、豊田村、下山村（現・京丹波町）
  - 質美村（単独村制。現・京丹波町）
  - 檜山村 ← 橋爪村、大朴村、中台村、和田村、井脇村、小野村、井尻村、八田村（現・京丹波町）
  - 梅田村 ← 水原村、上大久保村、下大久保村、坂井村、鎌谷中村、鎌谷下村、鎌谷奥村、東又村（現・京丹波町）
  - 三ノ宮村 ← 三ノ宮村、戸津川村、質志村、妙楽寺村、猪鼻村、水呑村、粟野村、保井谷村（現・京丹波町）
  - 上和知村 ← 篠原村、西河内村、上乙見村、仏主村、細谷村、升谷村、市場村、中山村、上粟野村、大迫村、下乙見村、長瀬村、下粟野村、塩谷村、大倉村（現・京丹波町）
  - 下和知村 ← 小畑村、本庄村、坂原村、角村、広瀬村、才原村、広野村、稲次村、出野村、大簾村、中村、安栖里村（現・京丹波町）
- 明治27年（1894年）10月10日 - 富庄村・本荘村が合併して富本村が発足。（1町22村）
- 明治32年（1899年）7月1日 - 郡制を施行。
- 明治34年（1901年）7月19日 - 須知村が町制施行して須知町となる。（2町21村）
- 大正4年（1915年）1月1日 - 八木村が町制施行して八木町となる。（3町20村）
- 大正12年（1923年）4月1日 - 郡会が廃止。郡役所は存続。
- 大正15年（1926年）7月1日 - 郡役所が廃止。以降は地域区分名称となる。
- 昭和4年（1929年）4月1日 - 園部町・園部村・桐ノ庄村が合併し、改めて園部町が発足。（3町18村）
- 昭和26年（1951年）4月1日（3町10村）
  - 吉富村・富本村・新庄村が八木町に編入。
  - 竹野村が須知町に編入。
  - 檜山村・梅田村・三ノ宮村・質美村が合併して瑞穂村が発足。
  - 川辺村が園部町に編入。
- 昭和30年（1955年）
  - 4月1日（6町3村）
    - 須知町・高原村が合併して丹波町が発足。
    - 五ヶ荘村・胡麻郷村・世木村が合併して日吉町が発足。
    - 上和知村・下和知村が合併して和知町が発足。
    - 八木町が北桑田郡神吉村を編入。
    - 瑞穂村が町制施行して瑞穂町となる。

  - 4月20日 - 園部町・摩気村・西本梅村が合併し、改めて園部町が発足。（6町1村）
- 昭和31年（1956年）9月30日 - 東本梅村が亀岡市に編入。（6町）
- 昭和33年（1958年）4月1日 - 園部町が亀岡市の一部（若森・南大谷の各一部）を編入。
- 平成17年（2005年）10月11日 - 丹波町・和知町・瑞穂町が合併して京丹波町が発足。（4町）
- 平成18年（2006年）1月1日 - 園部町・八木町・日吉町が北桑田郡美山町と合併して南丹市が発足し、郡より離脱。（1町）

### 変遷表
| 明治以前         | 明治以前       | 明治初年 - 明治22年    | 明治22年 4月1日 町村制施行 | 明治22年 - 昭和20年         | 昭和21年 - 昭和29年         | 昭和30年 - 昭和31年          | 昭和32年 - 昭和64年         | 平成元年 - 現在           | 現在     |
| ---------------- | -------------- | ---------------------- | -------------------------- | --------------------------- | --------------------------- | ---------------------------- | --------------------------- | ------------------------- | -------- |
| 南大谷村         | 一部を除く     | 南大谷村               | 東本梅村                   | 東本梅村                    | 東本梅村                    | 昭和31年9月30日 亀岡市に編入 | 亀岡市                      | 亀岡市                    | 亀岡市   |
| 南大谷村         | 一部           | 南大谷村               | 東本梅村                   | 東本梅村                    | 東本梅村                    | 昭和31年9月30日 亀岡市に編入 | 昭和33年4月1日 園部町に編入 | 平成18年1月1日 南丹市     | 南丹市   |
| 若森村           | 一部           | 若森村                 | 東本梅村                   | 東本梅村                    | 東本梅村                    | 昭和31年9月30日 亀岡市に編入 | 昭和33年4月1日 園部町に編入 | 平成18年1月1日 南丹市     | 南丹市   |
| 若森村           | 一部を除く     | 若森村                 | 東本梅村                   | 東本梅村                    | 東本梅村                    | 昭和31年9月30日 亀岡市に編入 | 亀岡市                      | 亀岡市                    | 亀岡市   |
| 赤熊村           | 赤熊村         | 赤熊村                 | 東本梅村                   | 東本梅村                    | 東本梅村                    | 昭和31年9月30日 亀岡市に編入 | 亀岡市                      | 亀岡市                    | 亀岡市   |
| 大内村           | 大内村         | 大内村                 | 東本梅村                   | 東本梅村                    | 東本梅村                    | 昭和31年9月30日 亀岡市に編入 | 亀岡市                      | 亀岡市                    | 亀岡市   |
| 中野村           | 中野村         | 中野村                 | 東本梅村                   | 東本梅村                    | 東本梅村                    | 昭和31年9月30日 亀岡市に編入 | 亀岡市                      | 亀岡市                    | 亀岡市   |
| 松熊村           | 松熊村         | 松熊村                 | 東本梅村                   | 東本梅村                    | 東本梅村                    | 昭和31年9月30日 亀岡市に編入 | 亀岡市                      | 亀岡市                    | 亀岡市   |
| 園部村           | 町分           | 園部村                 | 園部町                     | 昭和4年4月1日 園部町        | 園部町                      | 昭和30年4月20日 園部町       | 園部町                      | 平成18年1月1日 南丹市     | 南丹市   |
| 園部村           | 村分           | 園部村                 | 園部村                     | 昭和4年4月1日 園部町        | 園部町                      | 昭和30年4月20日 園部町       | 園部町                      | 平成18年1月1日 南丹市     | 南丹市   |
| 小山村           | 小山村         | 小山村                 | 園部村                     | 昭和4年4月1日 園部町        | 園部町                      | 昭和30年4月20日 園部町       | 園部町                      | 平成18年1月1日 南丹市     | 南丹市   |
| 大村             | 大村           | 大村                   | 園部村                     | 昭和4年4月1日 園部町        | 園部町                      | 昭和30年4月20日 園部町       | 園部町                      | 平成18年1月1日 南丹市     | 南丹市   |
| 南横田村         | 南横田村       | 明治9年 横田村         | 園部村                     | 昭和4年4月1日 園部町        | 園部町                      | 昭和30年4月20日 園部町       | 園部町                      | 平成18年1月1日 南丹市     | 南丹市   |
| 下横田村         |                | 明治9年 横田村         | 園部村                     | 昭和4年4月1日 園部町        | 園部町                      | 昭和30年4月20日 園部町       | 園部町                      | 平成18年1月1日 南丹市     | 南丹市   |
| 上横田村         |                | 明治9年 横田村         | 園部村                     | 昭和4年4月1日 園部町        | 園部町                      | 昭和30年4月20日 園部町       | 園部町                      | 平成18年1月1日 南丹市     | 南丹市   |
| 黒田村           | 黒田村         | 黒田村                 | 園部村                     | 昭和4年4月1日 園部町        | 園部町                      | 昭和30年4月20日 園部町       | 園部町                      | 平成18年1月1日 南丹市     | 南丹市   |
| 垣内村           | 垣内村         | 明治9年 内林村         | 桐ノ庄村                   | 昭和4年4月1日 園部町        | 園部町                      | 昭和30年4月20日 園部町       | 園部町                      | 平成18年1月1日 南丹市     | 南丹市   |
| 今林村           |                | 明治9年 内林村         | 桐ノ庄村                   | 昭和4年4月1日 園部町        | 園部町                      | 昭和30年4月20日 園部町       | 園部町                      | 平成18年1月1日 南丹市     | 南丹市   |
| 曽我谷村         | 曽我谷村       | 曽我谷村               | 桐ノ庄村                   | 昭和4年4月1日 園部町        | 園部町                      | 昭和30年4月20日 園部町       | 園部町                      | 平成18年1月1日 南丹市     | 南丹市   |
| 瓜生野村         | 瓜生野村       | 瓜生野村               | 桐ノ庄村                   | 昭和4年4月1日 園部町        | 園部町                      | 昭和30年4月20日 園部町       | 園部町                      | 平成18年1月1日 南丹市     | 南丹市   |
| 熊崎村           | 熊崎村         | 熊崎村                 | 桐ノ庄村                   | 昭和4年4月1日 園部町        | 園部町                      | 昭和30年4月20日 園部町       | 園部町                      | 平成18年1月1日 南丹市     | 南丹市   |
| 新堂村           | 新堂村         | 新堂村                 | 桐ノ庄村                   | 昭和4年4月1日 園部町        | 園部町                      | 昭和30年4月20日 園部町       | 園部町                      | 平成18年1月1日 南丹市     | 南丹市   |
| 千妻村           | 千妻村         | 千妻村                 | 桐ノ庄村                   | 昭和4年4月1日 園部町        | 園部町                      | 昭和30年4月20日 園部町       | 園部町                      | 平成18年1月1日 南丹市     | 南丹市   |
| 岡田村           | 岡田村         | 岡田村                 | 桐ノ庄村                   | 昭和4年4月1日 園部町        | 園部町                      | 昭和30年4月20日 園部町       | 園部町                      | 平成18年1月1日 南丹市     | 南丹市   |
| 上木崎村         | 上木崎村       | 明治初年 木崎村        | 桐ノ庄村                   | 昭和4年4月1日 園部町        | 園部町                      | 昭和30年4月20日 園部町       | 園部町                      | 平成18年1月1日 南丹市     | 南丹市   |
| 下木崎村         |                | 明治初年 木崎村        | 桐ノ庄村                   | 昭和4年4月1日 園部町        | 園部町                      | 昭和30年4月20日 園部町       | 園部町                      | 平成18年1月1日 南丹市     | 南丹市   |
| 高屋村           | 高屋村         | 高屋村                 | 川辺村                     | 川辺村                      | 昭和26年4月1日 園部町に編入 | 昭和30年4月20日 園部町       | 園部町                      | 平成18年1月1日 南丹市     | 南丹市   |
| 大戸村           | 大戸村         | 大戸村                 | 川辺村                     | 川辺村                      | 昭和26年4月1日 園部町に編入 | 昭和30年4月20日 園部町       | 園部町                      | 平成18年1月1日 南丹市     | 南丹市   |
| 佐切村           | 佐切村         | 佐切村                 | 川辺村                     | 川辺村                      | 昭和26年4月1日 園部町に編入 | 昭和30年4月20日 園部町       | 園部町                      | 平成18年1月1日 南丹市     | 南丹市   |
| 熊原村           | 熊原村         | 熊原村                 | 川辺村                     | 川辺村                      | 昭和26年4月1日 園部町に編入 | 昭和30年4月20日 園部町       | 園部町                      | 平成18年1月1日 南丹市     | 南丹市   |
| 越方村           | 越方村         | 越方村                 | 川辺村                     | 川辺村                      | 昭和26年4月1日 園部町に編入 | 昭和30年4月20日 園部町       | 園部町                      | 平成18年1月1日 南丹市     | 南丹市   |
| 藁無村           | 藁無村         | 明治9年 船岡村         | 川辺村                     | 川辺村                      | 昭和26年4月1日 園部町に編入 | 昭和30年4月20日 園部町       | 園部町                      | 平成18年1月1日 南丹市     | 南丹市   |
| 松尾村           |                | 明治9年 船岡村         | 川辺村                     | 川辺村                      | 昭和26年4月1日 園部町に編入 | 昭和30年4月20日 園部町       | 園部町                      | 平成18年1月1日 南丹市     | 南丹市   |
| 上河内村         |                | 明治9年 船岡村         | 川辺村                     | 川辺村                      | 昭和26年4月1日 園部町に編入 | 昭和30年4月20日 園部町       | 園部町                      | 平成18年1月1日 南丹市     | 南丹市   |
| 宍人村           | 宍人村         | 宍人村                 | 摩気村                     | 摩気村                      | 摩気村                      | 昭和30年4月20日 園部町       | 園部町                      | 平成18年1月1日 南丹市     | 南丹市   |
| 絹掛村           | 絹掛村         | 明治9年 口司村         | 摩気村                     | 摩気村                      | 摩気村                      | 昭和30年4月20日 園部町       | 園部町                      | 平成18年1月1日 南丹市     | 南丹市   |
| 上口人村         |                | 明治9年 口司村         | 摩気村                     | 摩気村                      | 摩気村                      | 昭和30年4月20日 園部町       | 園部町                      | 平成18年1月1日 南丹市     | 南丹市   |
| 下口人村         | 下口人村       | 明治9年 口人村         | 摩気村                     | 摩気村                      | 摩気村                      | 昭和30年4月20日 園部町       | 園部町                      | 平成18年1月1日 南丹市     | 南丹市   |
| 中口人村         |                | 明治9年 口人村         | 摩気村                     | 摩気村                      | 摩気村                      | 昭和30年4月20日 園部町       | 園部町                      | 平成18年1月1日 南丹市     | 南丹市   |
| 東半田村         | 東半田村       | 明治9年 半田村         | 摩気村                     | 摩気村                      | 摩気村                      | 昭和30年4月20日 園部町       | 園部町                      | 平成18年1月1日 南丹市     | 南丹市   |
| 西半田村         |                | 明治9年 半田村         | 摩気村                     | 摩気村                      | 摩気村                      | 昭和30年4月20日 園部町       | 園部町                      | 平成18年1月1日 南丹市     | 南丹市   |
| 南半田村         |                | 明治9年 半田村         | 摩気村                     | 摩気村                      | 摩気村                      | 昭和30年4月20日 園部町       | 園部町                      | 平成18年1月1日 南丹市     | 南丹市   |
| 西山村           | 西山村         | 明治9年 大西村         | 摩気村                     | 摩気村                      | 摩気村                      | 昭和30年4月20日 園部町       | 園部町                      | 平成18年1月1日 南丹市     | 南丹市   |
| 大坪村           |                | 明治9年 大西村         | 摩気村                     | 摩気村                      | 摩気村                      | 昭和30年4月20日 園部町       | 園部町                      | 平成18年1月1日 南丹市     | 南丹市   |
| 船阪村           | 船阪村         | 船阪村                 | 摩気村                     | 摩気村                      | 摩気村                      | 昭和30年4月20日 園部町       | 園部町                      | 平成18年1月1日 南丹市     | 南丹市   |
| 下新江村         | 下新江村       | 下新江村               | 摩気村                     | 摩気村                      | 摩気村                      | 昭和30年4月20日 園部町       | 園部町                      | 平成18年1月1日 南丹市     | 南丹市   |
| 上新江村         | 上新江村       | 明治9年 竹井村         | 摩気村                     | 摩気村                      | 摩気村                      | 昭和30年4月20日 園部町       | 園部町                      | 平成18年1月1日 南丹市     | 南丹市   |
| 摩気村           |                | 明治9年 竹井村         | 摩気村                     | 摩気村                      | 摩気村                      | 昭和30年4月20日 園部町       | 園部町                      | 平成18年1月1日 南丹市     | 南丹市   |
| 篠田村           |                | 明治9年 竹井村         | 摩気村                     | 摩気村                      | 摩気村                      | 昭和30年4月20日 園部町       | 園部町                      | 平成18年1月1日 南丹市     | 南丹市   |
| 埴生村           | 埴生村         | 埴生村                 | 西本梅村                   | 西本梅村                    | 西本梅村                    | 昭和30年4月20日 園部町       | 園部町                      | 平成18年1月1日 南丹市     | 南丹市   |
| 下天引村         | 下天引村       | 明治初年 天引村        | 西本梅村                   | 西本梅村                    | 西本梅村                    | 昭和30年4月20日 園部町       | 園部町                      | 平成18年1月1日 南丹市     | 南丹市   |
| 上天引村         |                | 明治初年 天引村        | 西本梅村                   | 西本梅村                    | 西本梅村                    | 昭和30年4月20日 園部町       | 園部町                      | 平成18年1月1日 南丹市     | 南丹市   |
| 大河内村         | 大河内村       | 大河内村               | 西本梅村                   | 西本梅村                    | 西本梅村                    | 昭和30年4月20日 園部町       | 園部町                      | 平成18年1月1日 南丹市     | 南丹市   |
| 法京村           | 法京村         | 法京村                 | 西本梅村                   | 西本梅村                    | 西本梅村                    | 昭和30年4月20日 園部町       | 園部町                      | 平成18年1月1日 南丹市     | 南丹市   |
| 南八田村         | 南八田村       | 南八田村               | 西本梅村                   | 西本梅村                    | 西本梅村                    | 昭和30年4月20日 園部町       | 園部町                      | 平成18年1月1日 南丹市     | 南丹市   |
| 殿谷村           | 殿谷村         | 殿谷村                 | 西本梅村                   | 西本梅村                    | 西本梅村                    | 昭和30年4月20日 園部町       | 園部町                      | 平成18年1月1日 南丹市     | 南丹市   |
| 八木村           | 八木村         | 八木村                 | 八木村                     | 大正4年1月1日 町制 八木町   | 八木町                      | 八木町                       | 八木町                      | 平成18年1月1日 南丹市     | 南丹市   |
| 柴山村           | 柴山村         | 柴山村                 | 八木村                     | 大正4年1月1日 町制 八木町   | 八木町                      | 八木町                       | 八木町                      | 平成18年1月1日 南丹市     | 南丹市   |
| 北広瀬村         | 北広瀬村       | 北広瀬村               | 富庄村                     | 明治27年10月10日 富本村     | 昭和26年4月1日 八木町に編入 | 八木町                       | 八木町                      | 平成18年1月1日 南丹市     | 南丹市   |
| 日置村           | 日置村         | 日置村                 | 富庄村                     | 明治27年10月10日 富本村     | 昭和26年4月1日 八木町に編入 | 八木町                       | 八木町                      | 平成18年1月1日 南丹市     | 南丹市   |
| 氷所村           | 氷所村         | 氷所村                 | 富庄村                     | 明治27年10月10日 富本村     | 昭和26年4月1日 八木町に編入 | 八木町                       | 八木町                      | 平成18年1月1日 南丹市     | 南丹市   |
| 刑部村           | 刑部村         | 刑部村                 | 富庄村                     | 明治27年10月10日 富本村     | 昭和26年4月1日 八木町に編入 | 八木町                       | 八木町                      | 平成18年1月1日 南丹市     | 南丹市   |
| 青戸村           | 青戸村         | 青戸村                 | 本荘村                     | 明治27年10月10日 富本村     | 昭和26年4月1日 八木町に編入 | 八木町                       | 八木町                      | 平成18年1月1日 南丹市     | 南丹市   |
| 西田村           | 西田村         | 西田村                 | 本荘村                     | 明治27年10月10日 富本村     | 昭和26年4月1日 八木町に編入 | 八木町                       | 八木町                      | 平成18年1月1日 南丹市     | 南丹市   |
| 観音寺村         | 観音寺村       | 観音寺村               | 本荘村                     | 明治27年10月10日 富本村     | 昭和26年4月1日 八木町に編入 | 八木町                       | 八木町                      | 平成18年1月1日 南丹市     | 南丹市   |
| 屋賀村           | 屋賀村         | 屋賀村                 | 本荘村                     | 明治27年10月10日 富本村     | 昭和26年4月1日 八木町に編入 | 八木町                       | 八木町                      | 平成18年1月1日 南丹市     | 南丹市   |
| 屋賀村           | 屋賀村         | 明治15年 分立 北屋賀村 | 本荘村                     | 明治27年10月10日 富本村     | 昭和26年4月1日 八木町に編入 | 八木町                       | 八木町                      | 平成18年1月1日 南丹市     | 南丹市   |
| 鳥羽村           | 鳥羽村         | 鳥羽村                 | 吉富村                     | 吉富村                      | 昭和26年4月1日 八木町に編入 | 八木町                       | 八木町                      | 平成18年1月1日 南丹市     | 南丹市   |
| 南広瀬村         | 南広瀬村       | 南広瀬村               | 吉富村                     | 吉富村                      | 昭和26年4月1日 八木町に編入 | 八木町                       | 八木町                      | 平成18年1月1日 南丹市     | 南丹市   |
| 大藪村           | 大藪村         | 大藪村                 | 吉富村                     | 吉富村                      | 昭和26年4月1日 八木町に編入 | 八木町                       | 八木町                      | 平成18年1月1日 南丹市     | 南丹市   |
| 八木島村         | 八木島村       | 八木島村               | 吉富村                     | 吉富村                      | 昭和26年4月1日 八木町に編入 | 八木町                       | 八木町                      | 平成18年1月1日 南丹市     | 南丹市   |
| 玉ノ井村         | 玉ノ井村       | 玉ノ井村               | 吉富村                     | 吉富村                      | 昭和26年4月1日 八木町に編入 | 八木町                       | 八木町                      | 平成18年1月1日 南丹市     | 南丹市   |
| 池ノ内村         | 池ノ内村       | 池ノ内村               | 吉富村                     | 吉富村                      | 昭和26年4月1日 八木町に編入 | 八木町                       | 八木町                      | 平成18年1月1日 南丹市     | 南丹市   |
| 神田村           | 神田村         | 神田村                 | 吉富村                     | 吉富村                      | 昭和26年4月1日 八木町に編入 | 八木町                       | 八木町                      | 平成18年1月1日 南丹市     | 南丹市   |
| 雀部村           | 雀部村         | 雀部村                 | 吉富村                     | 吉富村                      | 昭和26年4月1日 八木町に編入 | 八木町                       | 八木町                      | 平成18年1月1日 南丹市     | 南丹市   |
| 室河原村         | 室河原村       | 室河原村               | 吉富村                     | 吉富村                      | 昭和26年4月1日 八木町に編入 | 八木町                       | 八木町                      | 平成18年1月1日 南丹市     | 南丹市   |
| 広垣内村         | 広垣内村       | 広垣内村               | 吉富村                     | 吉富村                      | 昭和26年4月1日 八木町に編入 | 八木町                       | 八木町                      | 平成18年1月1日 南丹市     | 南丹市   |
| 木原村           | 木原村         | 木原村                 | 吉富村                     | 吉富村                      | 昭和26年4月1日 八木町に編入 | 八木町                       | 八木町                      | 平成18年1月1日 南丹市     | 南丹市   |
| 船枝村           | 船枝村         | 船枝村                 | 新庄村                     | 新庄村                      | 昭和26年4月1日 八木町に編入 | 八木町                       | 八木町                      | 平成18年1月1日 南丹市     | 南丹市   |
| 山室村           | 山室村         | 山室村                 | 新庄村                     | 新庄村                      | 昭和26年4月1日 八木町に編入 | 八木町                       | 八木町                      | 平成18年1月1日 南丹市     | 南丹市   |
| 室橋村           | 室橋村         | 室橋村                 | 新庄村                     | 新庄村                      | 昭和26年4月1日 八木町に編入 | 八木町                       | 八木町                      | 平成18年1月1日 南丹市     | 南丹市   |
| 野条村           | 野条村         | 野条村                 | 新庄村                     | 新庄村                      | 昭和26年4月1日 八木町に編入 | 八木町                       | 八木町                      | 平成18年1月1日 南丹市     | 南丹市   |
| 畑中村           | 畑中村         | 明治9年 諸畑村         | 新庄村                     | 新庄村                      | 昭和26年4月1日 八木町に編入 | 八木町                       | 八木町                      | 平成18年1月1日 南丹市     | 南丹市   |
| 諸木村           |                | 明治9年 諸畑村         | 新庄村                     | 新庄村                      | 昭和26年4月1日 八木町に編入 | 八木町                       | 八木町                      | 平成18年1月1日 南丹市     | 南丹市   |
| 池上村           | 池上村         | 池上村                 | 新庄村                     | 新庄村                      | 昭和26年4月1日 八木町に編入 | 八木町                       | 八木町                      | 平成18年1月1日 南丹市     | 南丹市   |
| 桑田郡神吉下村   | 桑田郡神吉下村 | 明治7年 桑田郡 神吉村  | 北桑田郡 神吉村            | 北桑田郡 神吉村             | 北桑田郡 神吉村             | 昭和30年4月1日 八木町に編入  | 八木町                      | 平成18年1月1日 南丹市     | 南丹市   |
| 桑田郡神吉和田村 |                | 明治7年 桑田郡 神吉村  | 北桑田郡 神吉村            | 北桑田郡 神吉村             | 北桑田郡 神吉村             | 昭和30年4月1日 八木町に編入  | 八木町                      | 平成18年1月1日 南丹市     | 南丹市   |
| 桑田郡神吉上村   |                | 明治7年 桑田郡 神吉村  | 北桑田郡 神吉村            | 北桑田郡 神吉村             | 北桑田郡 神吉村             | 昭和30年4月1日 八木町に編入  | 八木町                      | 平成18年1月1日 南丹市     | 南丹市   |
| 殿田村           | 殿田村         | 殿田村                 | 世木村                     | 世木村                      | 世木村                      | 昭和30年4月1日 日吉町        | 日吉町                      | 平成18年1月1日 南丹市     | 南丹市   |
| 宮村             | 宮村           | 明治9年 天若村         | 世木村                     | 世木村                      | 世木村                      | 昭和30年4月1日 日吉町        | 日吉町                      | 平成18年1月1日 南丹市     | 南丹市   |
| 上世木村         |                | 明治9年 天若村         | 世木村                     | 世木村                      | 世木村                      | 昭和30年4月1日 日吉町        | 日吉町                      | 平成18年1月1日 南丹市     | 南丹市   |
| 世木林村         |                | 明治9年 天若村         | 世木村                     | 世木村                      | 世木村                      | 昭和30年4月1日 日吉町        | 日吉町                      | 平成18年1月1日 南丹市     | 南丹市   |
| 中村             | 中村           | 中村                   | 世木村                     | 世木村                      | 世木村                      | 昭和30年4月1日 日吉町        | 日吉町                      | 平成18年1月1日 南丹市     | 南丹市   |
| 牧山村           | 牧山村         | 明治9年 中世木村       | 世木村                     | 世木村                      | 世木村                      | 昭和30年4月1日 日吉町        | 日吉町                      | 平成18年1月1日 南丹市     | 南丹市   |
| 下谷村           |                | 明治9年 中世木村       | 世木村                     | 世木村                      | 世木村                      | 昭和30年4月1日 日吉町        | 日吉町                      | 平成18年1月1日 南丹市     | 南丹市   |
| 上谷村           |                | 明治9年 中世木村       | 世木村                     | 世木村                      | 世木村                      | 昭和30年4月1日 日吉町        | 日吉町                      | 平成18年1月1日 南丹市     | 南丹市   |
| 上稗生村         | 上稗生村       | 明治9年 生畑村         | 世木村                     | 世木村                      | 世木村                      | 昭和30年4月1日 日吉町        | 日吉町                      | 平成18年1月1日 南丹市     | 南丹市   |
| 下稗生村         |                | 明治9年 生畑村         | 世木村                     | 世木村                      | 世木村                      | 昭和30年4月1日 日吉町        | 日吉町                      | 平成18年1月1日 南丹市     | 南丹市   |
| 安鳥村           |                | 明治9年 生畑村         | 世木村                     | 世木村                      | 世木村                      | 昭和30年4月1日 日吉町        | 日吉町                      | 平成18年1月1日 南丹市     | 南丹市   |
| 上小畑村         |                | 明治9年 生畑村         | 世木村                     | 世木村                      | 世木村                      | 昭和30年4月1日 日吉町        | 日吉町                      | 平成18年1月1日 南丹市     | 南丹市   |
| 下小畑村         |                | 明治9年 生畑村         | 世木村                     | 世木村                      | 世木村                      | 昭和30年4月1日 日吉町        | 日吉町                      | 平成18年1月1日 南丹市     | 南丹市   |
| 上木住村         | 上木住村       | 明治9年 木住村         | 世木村                     | 世木村                      | 世木村                      | 昭和30年4月1日 日吉町        | 日吉町                      | 平成18年1月1日 南丹市     | 南丹市   |
| 下木住村         |                | 明治9年 木住村         | 世木村                     | 世木村                      | 世木村                      | 昭和30年4月1日 日吉町        | 日吉町                      | 平成18年1月1日 南丹市     | 南丹市   |
| 吉野部村         | 吉野部村       | 明治6年 四ツ谷村       | 五ヶ荘村                   | 五ヶ荘村                    | 五ヶ荘村                    | 昭和30年4月1日 日吉町        | 日吉町                      | 平成18年1月1日 南丹市     | 南丹市   |
| 北大谷村         |                | 明治6年 四ツ谷村       | 五ヶ荘村                   | 五ヶ荘村                    | 五ヶ荘村                    | 昭和30年4月1日 日吉町        | 日吉町                      | 平成18年1月1日 南丹市     | 南丹市   |
| 海老谷村         |                | 明治6年 四ツ谷村       | 五ヶ荘村                   | 五ヶ荘村                    | 五ヶ荘村                    | 昭和30年4月1日 日吉町        | 日吉町                      | 平成18年1月1日 南丹市     | 南丹市   |
| 東谷村           |                | 明治6年 四ツ谷村       | 五ヶ荘村                   | 五ヶ荘村                    | 五ヶ荘村                    | 昭和30年4月1日 日吉町        | 日吉町                      | 平成18年1月1日 南丹市     | 南丹市   |
| 片野村           | 片野村         | 明治6年 田原村         | 五ヶ荘村                   | 五ヶ荘村                    | 五ヶ荘村                    | 昭和30年4月1日 日吉町        | 日吉町                      | 平成18年1月1日 南丹市     | 南丹市   |
| 新村             |                | 明治6年 田原村         | 五ヶ荘村                   | 五ヶ荘村                    | 五ヶ荘村                    | 昭和30年4月1日 日吉町        | 日吉町                      | 平成18年1月1日 南丹市     | 南丹市   |
| 和田村           |                | 明治6年 田原村         | 五ヶ荘村                   | 五ヶ荘村                    | 五ヶ荘村                    | 昭和30年4月1日 日吉町        | 日吉町                      | 平成18年1月1日 南丹市     | 南丹市   |
| 殿村             |                | 明治6年 田原村         | 五ヶ荘村                   | 五ヶ荘村                    | 五ヶ荘村                    | 昭和30年4月1日 日吉町        | 日吉町                      | 平成18年1月1日 南丹市     | 南丹市   |
| 佐々江村         | 佐々江村       | 佐々江村               | 五ヶ荘村                   | 五ヶ荘村                    | 五ヶ荘村                    | 昭和30年4月1日 日吉町        | 日吉町                      | 平成18年1月1日 南丹市     | 南丹市   |
| 胡麻中村         | 胡麻中村       | 明治9年 胡麻村         | 胡麻郷村                   | 胡麻郷村                    | 胡麻郷村                    | 昭和30年4月1日 日吉町        | 日吉町                      | 平成18年1月1日 南丹市     | 南丹市   |
| 角本村           |                | 明治9年 胡麻村         | 胡麻郷村                   | 胡麻郷村                    | 胡麻郷村                    | 昭和30年4月1日 日吉町        | 日吉町                      | 平成18年1月1日 南丹市     | 南丹市   |
| 下胡麻村         |                | 明治9年 胡麻村         | 胡麻郷村                   | 胡麻郷村                    | 胡麻郷村                    | 昭和30年4月1日 日吉町        | 日吉町                      | 平成18年1月1日 南丹市     | 南丹市   |
| 上胡麻村         | 上胡麻村       | 明治4年 上胡麻村       | 胡麻郷村                   | 胡麻郷村                    | 胡麻郷村                    | 昭和30年4月1日 日吉町        | 日吉町                      | 平成18年1月1日 南丹市     | 南丹市   |
| 大戸村           |                | 明治4年 上胡麻村       | 胡麻郷村                   | 胡麻郷村                    | 胡麻郷村                    | 昭和30年4月1日 日吉町        | 日吉町                      | 平成18年1月1日 南丹市     | 南丹市   |
| 久保村           | 久保村         | 明治9年 保野田村       | 胡麻郷村                   | 胡麻郷村                    | 胡麻郷村                    | 昭和30年4月1日 日吉町        | 日吉町                      | 平成18年1月1日 南丹市     | 南丹市   |
| 上野村           |                | 明治9年 保野田村       | 胡麻郷村                   | 胡麻郷村                    | 胡麻郷村                    | 昭和30年4月1日 日吉町        | 日吉町                      | 平成18年1月1日 南丹市     | 南丹市   |
| 家田村           |                | 明治9年 保野田村       | 胡麻郷村                   | 胡麻郷村                    | 胡麻郷村                    | 昭和30年4月1日 日吉町        | 日吉町                      | 平成18年1月1日 南丹市     | 南丹市   |
| 下志和賀村       | 下志和賀村     | 明治7年 志和賀村       | 胡麻郷村                   | 胡麻郷村                    | 胡麻郷村                    | 昭和30年4月1日 日吉町        | 日吉町                      | 平成18年1月1日 南丹市     | 南丹市   |
| 山口村           |                | 明治7年 志和賀村       | 胡麻郷村                   | 胡麻郷村                    | 胡麻郷村                    | 昭和30年4月1日 日吉町        | 日吉町                      | 平成18年1月1日 南丹市     | 南丹市   |
| 西谷村           |                | 明治7年 志和賀村       | 胡麻郷村                   | 胡麻郷村                    | 胡麻郷村                    | 昭和30年4月1日 日吉町        | 日吉町                      | 平成18年1月1日 南丹市     | 南丹市   |
| 上志和賀村       |                | 明治7年 志和賀村       | 胡麻郷村                   | 胡麻郷村                    | 胡麻郷村                    | 昭和30年4月1日 日吉町        | 日吉町                      | 平成18年1月1日 南丹市     | 南丹市   |
| 畑村             | 畑村           | 明治9年 畑郷村         | 胡麻郷村                   | 胡麻郷村                    | 胡麻郷村                    | 昭和30年4月1日 日吉町        | 日吉町                      | 平成18年1月1日 南丹市     | 南丹市   |
| 下草井原村       |                | 明治9年 畑郷村         | 胡麻郷村                   | 胡麻郷村                    | 胡麻郷村                    | 昭和30年4月1日 日吉町        | 日吉町                      | 平成18年1月1日 南丹市     | 南丹市   |
| 上草井原村       |                | 明治9年 畑郷村         | 胡麻郷村                   | 胡麻郷村                    | 胡麻郷村                    | 昭和30年4月1日 日吉町        | 日吉町                      | 平成18年1月1日 南丹市     | 南丹市   |
| 須知村           | 須知村         | 時期不明 須知村        | 須知村                     | 明治34年7月19日 町制 須知町 | 須知町                      | 昭和30年4月1日 丹波町        | 丹波町                      | 平成17年10月11日 京丹波町 | 京丹波町 |
| 新町村           |                | 時期不明 須知村        | 須知村                     | 明治34年7月19日 町制 須知町 | 須知町                      | 昭和30年4月1日 丹波町        | 丹波町                      | 平成17年10月11日 京丹波町 | 京丹波町 |
| 市森村           | 市森村         | 市森村                 | 須知村                     | 明治34年7月19日 町制 須知町 | 須知町                      | 昭和30年4月1日 丹波町        | 丹波町                      | 平成17年10月11日 京丹波町 | 京丹波町 |
| 上野村           | 上野村         | 上野村                 | 須知村                     | 明治34年7月19日 町制 須知町 | 須知町                      | 昭和30年4月1日 丹波町        | 丹波町                      | 平成17年10月11日 京丹波町 | 京丹波町 |
| 蒲生村           | 蒲生村         | 蒲生村                 | 須知村                     | 明治34年7月19日 町制 須知町 | 須知町                      | 昭和30年4月1日 丹波町        | 丹波町                      | 平成17年10月11日 京丹波町 | 京丹波町 |
| 曽根村           | 曽根村         | 曽根村                 | 須知村                     | 明治34年7月19日 町制 須知町 | 須知町                      | 昭和30年4月1日 丹波町        | 丹波町                      | 平成17年10月11日 京丹波町 | 京丹波町 |
| 院内村           | 院内村         | 院内村                 | 須知村                     | 明治34年7月19日 町制 須知町 | 須知町                      | 昭和30年4月1日 丹波町        | 丹波町                      | 平成17年10月11日 京丹波町 | 京丹波町 |
| 森村             | 森村           | 森村                   | 須知村                     | 明治34年7月19日 町制 須知町 | 須知町                      | 昭和30年4月1日 丹波町        | 丹波町                      | 平成17年10月11日 京丹波町 | 京丹波町 |
| 塩田谷村         | 塩田谷村       | 塩田谷村               | 須知村                     | 明治34年7月19日 町制 須知町 | 須知町                      | 昭和30年4月1日 丹波町        | 丹波町                      | 平成17年10月11日 京丹波町 | 京丹波町 |
| 安井村           | 安井村         | 安井村                 | 須知村                     | 明治34年7月19日 町制 須知町 | 須知町                      | 昭和30年4月1日 丹波町        | 丹波町                      | 平成17年10月11日 京丹波町 | 京丹波町 |
| 中村             | 中村           | 明治9年 高岡村         | 竹野村                     | 竹野村                      | 昭和26年4月1日 須知町に編入 | 昭和30年4月1日 丹波町        | 丹波町                      | 平成17年10月11日 京丹波町 | 京丹波町 |
| 下村             |                | 明治9年 高岡村         | 竹野村                     | 竹野村                      | 昭和26年4月1日 須知町に編入 | 昭和30年4月1日 丹波町        | 丹波町                      | 平成17年10月11日 京丹波町 | 京丹波町 |
| 鎌倉村           |                | 明治9年 高岡村         | 竹野村                     | 竹野村                      | 昭和26年4月1日 須知町に編入 | 昭和30年4月1日 丹波町        | 丹波町                      | 平成17年10月11日 京丹波町 | 京丹波町 |
| 西階村           |                | 明治9年 高岡村         | 竹野村                     | 竹野村                      | 昭和26年4月1日 須知町に編入 | 昭和30年4月1日 丹波町        | 丹波町                      | 平成17年10月11日 京丹波町 | 京丹波町 |
| 笹尾村           | 笹尾村         | 明治9年 口八田村       | 竹野村                     | 竹野村                      | 昭和26年4月1日 須知町に編入 | 昭和30年4月1日 丹波町        | 丹波町                      | 平成17年10月11日 京丹波町 | 京丹波町 |
| 辻村             |                | 明治9年 口八田村       | 竹野村                     | 竹野村                      | 昭和26年4月1日 須知町に編入 | 昭和30年4月1日 丹波町        | 丹波町                      | 平成17年10月11日 京丹波町 | 京丹波町 |
| 中畑村           |                | 明治9年 口八田村       | 竹野村                     | 竹野村                      | 昭和26年4月1日 須知町に編入 | 昭和30年4月1日 丹波町        | 丹波町                      | 平成17年10月11日 京丹波町 | 京丹波町 |
| 新水戸村         | 新水戸村       | 新水戸村               | 竹野村                     | 竹野村                      | 昭和26年4月1日 須知町に編入 | 昭和30年4月1日 丹波町        | 丹波町                      | 平成17年10月11日 京丹波町 | 京丹波町 |
| 水戸村           | 水戸村         | 水戸村                 | 竹野村                     | 竹野村                      | 昭和26年4月1日 須知町に編入 | 昭和30年4月1日 丹波町        | 丹波町                      | 平成17年10月11日 京丹波町 | 京丹波町 |
| 高屋村           | 高屋村         | 明治7年 富田村         | 高原村                     | 高原村                      | 高原村                      | 昭和30年4月1日 丹波町        | 丹波町                      | 平成17年10月11日 京丹波町 | 京丹波町 |
| 坪井村           |                | 明治7年 富田村         | 高原村                     | 高原村                      | 高原村                      | 昭和30年4月1日 丹波町        | 丹波町                      | 平成17年10月11日 京丹波町 | 京丹波町 |
| 実勢村           | 実勢村         | 実勢村                 | 高原村                     | 高原村                      | 高原村                      | 昭和30年4月1日 丹波町        | 丹波町                      | 平成17年10月11日 京丹波町 | 京丹波町 |
| 新宮村           | 新宮村         | 明治9年 豊田村         | 高原村                     | 高原村                      | 高原村                      | 昭和30年4月1日 丹波町        | 丹波町                      | 平成17年10月11日 京丹波町 | 京丹波町 |
| 紅井村           |                | 明治9年 豊田村         | 高原村                     | 高原村                      | 高原村                      | 昭和30年4月1日 丹波町        | 丹波町                      | 平成17年10月11日 京丹波町 | 京丹波町 |
| 谷村             |                | 明治9年 豊田村         | 高原村                     | 高原村                      | 高原村                      | 昭和30年4月1日 丹波町        | 丹波町                      | 平成17年10月11日 京丹波町 | 京丹波町 |
| 黒瀬村           | 黒瀬村         | 明治7年 下山村         | 高原村                     | 高原村                      | 高原村                      | 昭和30年4月1日 丹波町        | 丹波町                      | 平成17年10月11日 京丹波町 | 京丹波町 |
| 知野部村         |                | 明治7年 下山村         | 高原村                     | 高原村                      | 高原村                      | 昭和30年4月1日 丹波町        | 丹波町                      | 平成17年10月11日 京丹波町 | 京丹波町 |
| 尾長野村         |                | 明治7年 下山村         | 高原村                     | 高原村                      | 高原村                      | 昭和30年4月1日 丹波町        | 丹波町                      | 平成17年10月11日 京丹波町 | 京丹波町 |
| 蕨村             |                | 明治7年 下山村         | 高原村                     | 高原村                      | 高原村                      | 昭和30年4月1日 丹波町        | 丹波町                      | 平成17年10月11日 京丹波町 | 京丹波町 |
| 白土村           |                | 明治7年 下山村         | 高原村                     | 高原村                      | 高原村                      | 昭和30年4月1日 丹波町        | 丹波町                      | 平成17年10月11日 京丹波町 | 京丹波町 |
| 篠原村           | 篠原村         | 篠原村                 | 上和知村                   | 上和知村                    | 上和知村                    | 昭和30年4月1日 和知町        | 和知町                      | 平成17年10月11日 京丹波町 | 京丹波町 |
| 西河内村         | 西河内村       | 西河内村               | 上和知村                   | 上和知村                    | 上和知村                    | 昭和30年4月1日 和知町        | 和知町                      | 平成17年10月11日 京丹波町 | 京丹波町 |
| 上乙見村         | 上乙見村       | 上乙見村               | 上和知村                   | 上和知村                    | 上和知村                    | 昭和30年4月1日 和知町        | 和知町                      | 平成17年10月11日 京丹波町 | 京丹波町 |
| 仏主村           | 仏主村         | 仏主村                 | 上和知村                   | 上和知村                    | 上和知村                    | 昭和30年4月1日 和知町        | 和知町                      | 平成17年10月11日 京丹波町 | 京丹波町 |
| 細谷村           | 細谷村         | 細谷村                 | 上和知村                   | 上和知村                    | 上和知村                    | 昭和30年4月1日 和知町        | 和知町                      | 平成17年10月11日 京丹波町 | 京丹波町 |
| 升谷村           | 升谷村         | 明治5年 升谷村         | 上和知村                   | 上和知村                    | 上和知村                    | 昭和30年4月1日 和知町        | 和知町                      | 平成17年10月11日 京丹波町 | 京丹波町 |
| 奥村             |                | 明治5年 升谷村         | 上和知村                   | 上和知村                    | 上和知村                    | 昭和30年4月1日 和知町        | 和知町                      | 平成17年10月11日 京丹波町 | 京丹波町 |
| 市場村           | 市場村         | 市場村                 | 上和知村                   | 上和知村                    | 上和知村                    | 昭和30年4月1日 和知町        | 和知町                      | 平成17年10月11日 京丹波町 | 京丹波町 |
| 中山村           | 中山村         | 中山村                 | 上和知村                   | 上和知村                    | 上和知村                    | 昭和30年4月1日 和知町        | 和知町                      | 平成17年10月11日 京丹波町 | 京丹波町 |
| 上粟野村         | 上粟野村       | 上粟野村               | 上和知村                   | 上和知村                    | 上和知村                    | 昭和30年4月1日 和知町        | 和知町                      | 平成17年10月11日 京丹波町 | 京丹波町 |
| 大迫村           | 大迫村         | 大迫村                 | 上和知村                   | 上和知村                    | 上和知村                    | 昭和30年4月1日 和知町        | 和知町                      | 平成17年10月11日 京丹波町 | 京丹波町 |
| 下乙見村         | 下乙見村       | 下乙見村               | 上和知村                   | 上和知村                    | 上和知村                    | 昭和30年4月1日 和知町        | 和知町                      | 平成17年10月11日 京丹波町 | 京丹波町 |
| 長瀬村           | 長瀬村         | 長瀬村                 | 上和知村                   | 上和知村                    | 上和知村                    | 昭和30年4月1日 和知町        | 和知町                      | 平成17年10月11日 京丹波町 | 京丹波町 |
| 下粟野村         | 下粟野村       | 下粟野村               | 上和知村                   | 上和知村                    | 上和知村                    | 昭和30年4月1日 和知町        | 和知町                      | 平成17年10月11日 京丹波町 | 京丹波町 |
| 塩谷村           | 塩谷村         | 塩谷村                 | 上和知村                   | 上和知村                    | 上和知村                    | 昭和30年4月1日 和知町        | 和知町                      | 平成17年10月11日 京丹波町 | 京丹波町 |
| 大倉村           | 大倉村         | 大倉村                 | 上和知村                   | 上和知村                    | 上和知村                    | 昭和30年4月1日 和知町        | 和知町                      | 平成17年10月11日 京丹波町 | 京丹波町 |
| 小畑村           | 小畑村         | 小畑村                 | 下和知村                   | 下和知村                    | 下和知村                    | 昭和30年4月1日 和知町        | 和知町                      | 平成17年10月11日 京丹波町 | 京丹波町 |
| 本庄村           | 本庄村         | 本庄村                 | 下和知村                   | 下和知村                    | 下和知村                    | 昭和30年4月1日 和知町        | 和知町                      | 平成17年10月11日 京丹波町 | 京丹波町 |
| 坂原村           | 坂原村         | 坂原村                 | 下和知村                   | 下和知村                    | 下和知村                    | 昭和30年4月1日 和知町        | 和知町                      | 平成17年10月11日 京丹波町 | 京丹波町 |
| 角村             | 角村           | 角村                   | 下和知村                   | 下和知村                    | 下和知村                    | 昭和30年4月1日 和知町        | 和知町                      | 平成17年10月11日 京丹波町 | 京丹波町 |
| 広瀬村           | 広瀬村         | 広瀬村                 | 下和知村                   | 下和知村                    | 下和知村                    | 昭和30年4月1日 和知町        | 和知町                      | 平成17年10月11日 京丹波町 | 京丹波町 |
| 才原村           | 才原村         | 才原村                 | 下和知村                   | 下和知村                    | 下和知村                    | 昭和30年4月1日 和知町        | 和知町                      | 平成17年10月11日 京丹波町 | 京丹波町 |
| 広野村           | 広野村         | 広野村                 | 下和知村                   | 下和知村                    | 下和知村                    | 昭和30年4月1日 和知町        | 和知町                      | 平成17年10月11日 京丹波町 | 京丹波町 |
| 稲次村           | 稲次村         | 稲次村                 | 下和知村                   | 下和知村                    | 下和知村                    | 昭和30年4月1日 和知町        | 和知町                      | 平成17年10月11日 京丹波町 | 京丹波町 |
| 出野村           | 出野村         | 出野村                 | 下和知村                   | 下和知村                    | 下和知村                    | 昭和30年4月1日 和知町        | 和知町                      | 平成17年10月11日 京丹波町 | 京丹波町 |
| 大簾村           | 大簾村         | 大簾村                 | 下和知村                   | 下和知村                    | 下和知村                    | 昭和30年4月1日 和知町        | 和知町                      | 平成17年10月11日 京丹波町 | 京丹波町 |
| 中村             | 中村           | 中村                   | 下和知村                   | 下和知村                    | 下和知村                    | 昭和30年4月1日 和知町        | 和知町                      | 平成17年10月11日 京丹波町 | 京丹波町 |
| 安栖里村         | 安栖里村       | 安栖里村               | 下和知村                   | 下和知村                    | 下和知村                    | 昭和30年4月1日 和知町        | 和知町                      | 平成17年10月11日 京丹波町 | 京丹波町 |
| 橋爪村           | 橋爪村         | 時期不明 橋爪村        | 檜山村                     | 檜山村                      | 昭和26年4月1日 瑞穂村       | 昭和30年4月1日 町制 瑞穂町   | 瑞穂町                      | 平成17年10月11日 京丹波町 | 京丹波町 |
| 諸内村           |                | 時期不明 橋爪村        | 檜山村                     | 檜山村                      | 昭和26年4月1日 瑞穂村       | 昭和30年4月1日 町制 瑞穂町   | 瑞穂町                      | 平成17年10月11日 京丹波町 | 京丹波町 |
| 大朴村           | 大朴村         | 大朴村                 | 檜山村                     | 檜山村                      | 昭和26年4月1日 瑞穂村       | 昭和30年4月1日 町制 瑞穂町   | 瑞穂町                      | 平成17年10月11日 京丹波町 | 京丹波町 |
| 中台村           | 中台村         | 中台村                 | 檜山村                     | 檜山村                      | 昭和26年4月1日 瑞穂村       | 昭和30年4月1日 町制 瑞穂町   | 瑞穂町                      | 平成17年10月11日 京丹波町 | 京丹波町 |
| 和田村           | 和田村         | 和田村                 | 檜山村                     | 檜山村                      | 昭和26年4月1日 瑞穂村       | 昭和30年4月1日 町制 瑞穂町   | 瑞穂町                      | 平成17年10月11日 京丹波町 | 京丹波町 |
| 井脇村           | 井脇村         | 井脇村                 | 檜山村                     | 檜山村                      | 昭和26年4月1日 瑞穂村       | 昭和30年4月1日 町制 瑞穂町   | 瑞穂町                      | 平成17年10月11日 京丹波町 | 京丹波町 |
| 小野村           | 小野村         | 小野村                 | 檜山村                     | 檜山村                      | 昭和26年4月1日 瑞穂村       | 昭和30年4月1日 町制 瑞穂町   | 瑞穂町                      | 平成17年10月11日 京丹波町 | 京丹波町 |
| 井尻村           | 井尻村         | 井尻村                 | 檜山村                     | 檜山村                      | 昭和26年4月1日 瑞穂村       | 昭和30年4月1日 町制 瑞穂町   | 瑞穂町                      | 平成17年10月11日 京丹波町 | 京丹波町 |
| 八田村           | 八田村         | 八田村                 | 檜山村                     | 檜山村                      | 昭和26年4月1日 瑞穂村       | 昭和30年4月1日 町制 瑞穂町   | 瑞穂町                      | 平成17年10月11日 京丹波町 | 京丹波町 |
| 水原村           | 水原村         | 水原村                 | 梅田村                     | 梅田村                      | 昭和26年4月1日 瑞穂村       | 昭和30年4月1日 町制 瑞穂町   | 瑞穂町                      | 平成17年10月11日 京丹波町 | 京丹波町 |
| 上大久保村       | 上大久保村     | 上大久保村             | 梅田村                     | 梅田村                      | 昭和26年4月1日 瑞穂村       | 昭和30年4月1日 町制 瑞穂町   | 瑞穂町                      | 平成17年10月11日 京丹波町 | 京丹波町 |
| 下大久保村       | 下大久保村     | 下大久保村             | 梅田村                     | 梅田村                      | 昭和26年4月1日 瑞穂村       | 昭和30年4月1日 町制 瑞穂町   | 瑞穂町                      | 平成17年10月11日 京丹波町 | 京丹波町 |
| 坂井村           | 坂井村         | 坂井村                 | 梅田村                     | 梅田村                      | 昭和26年4月1日 瑞穂村       | 昭和30年4月1日 町制 瑞穂町   | 瑞穂町                      | 平成17年10月11日 京丹波町 | 京丹波町 |
| 鎌谷中村         | 鎌谷中村       | 鎌谷中村               | 梅田村                     | 梅田村                      | 昭和26年4月1日 瑞穂村       | 昭和30年4月1日 町制 瑞穂町   | 瑞穂町                      | 平成17年10月11日 京丹波町 | 京丹波町 |
| 鎌谷下村         | 鎌谷下村       | 鎌谷下村               | 梅田村                     | 梅田村                      | 昭和26年4月1日 瑞穂村       | 昭和30年4月1日 町制 瑞穂町   | 瑞穂町                      | 平成17年10月11日 京丹波町 | 京丹波町 |
| 鎌谷奥村         | 鎌谷奥村       | 鎌谷奥村               | 梅田村                     | 梅田村                      | 昭和26年4月1日 瑞穂村       | 昭和30年4月1日 町制 瑞穂町   | 瑞穂町                      | 平成17年10月11日 京丹波町 | 京丹波町 |
| 東又村           | 東又村         | 東又村                 | 梅田村                     | 梅田村                      | 昭和26年4月1日 瑞穂村       | 昭和30年4月1日 町制 瑞穂町   | 瑞穂町                      | 平成17年10月11日 京丹波町 | 京丹波町 |
| 三ノ宮村         | 三ノ宮村       | 三ノ宮村               | 三ノ宮村                   | 三ノ宮村                    | 昭和26年4月1日 瑞穂村       | 昭和30年4月1日 町制 瑞穂町   | 瑞穂町                      | 平成17年10月11日 京丹波町 | 京丹波町 |
| 戸津川村         | 戸津川村       | 戸津川村               | 三ノ宮村                   | 三ノ宮村                    | 昭和26年4月1日 瑞穂村       | 昭和30年4月1日 町制 瑞穂町   | 瑞穂町                      | 平成17年10月11日 京丹波町 | 京丹波町 |
| 質志村           | 質志村         | 質志村                 | 三ノ宮村                   | 三ノ宮村                    | 昭和26年4月1日 瑞穂村       | 昭和30年4月1日 町制 瑞穂町   | 瑞穂町                      | 平成17年10月11日 京丹波町 | 京丹波町 |
| 妙楽寺村         | 妙楽寺村       | 妙楽寺村               | 三ノ宮村                   | 三ノ宮村                    | 昭和26年4月1日 瑞穂村       | 昭和30年4月1日 町制 瑞穂町   | 瑞穂町                      | 平成17年10月11日 京丹波町 | 京丹波町 |
| 猪鼻村           | 猪鼻村         | 猪鼻村                 | 三ノ宮村                   | 三ノ宮村                    | 昭和26年4月1日 瑞穂村       | 昭和30年4月1日 町制 瑞穂町   | 瑞穂町                      | 平成17年10月11日 京丹波町 | 京丹波町 |
| 水呑村           | 水呑村         | 水呑村                 | 三ノ宮村                   | 三ノ宮村                    | 昭和26年4月1日 瑞穂村       | 昭和30年4月1日 町制 瑞穂町   | 瑞穂町                      | 平成17年10月11日 京丹波町 | 京丹波町 |
| 粟野村           | 粟野村         | 粟野村                 | 三ノ宮村                   | 三ノ宮村                    | 昭和26年4月1日 瑞穂村       | 昭和30年4月1日 町制 瑞穂町   | 瑞穂町                      | 平成17年10月11日 京丹波町 | 京丹波町 |
| 保井谷村         | 保井谷村       | 保井谷村               | 三ノ宮村                   | 三ノ宮村                    | 昭和26年4月1日 瑞穂村       | 昭和30年4月1日 町制 瑞穂町   | 瑞穂町                      | 平成17年10月11日 京丹波町 | 京丹波町 |
| 質美下村         | 質美下村       | 明治7年 質美村         | 質美村                     | 質美村                      | 昭和26年4月1日 瑞穂村       | 昭和30年4月1日 町制 瑞穂町   | 瑞穂町                      | 平成17年10月11日 京丹波町 | 京丹波町 |
| 質美上村         |                | 明治7年 質美村         | 質美村                     | 質美村                      | 昭和26年4月1日 瑞穂村       | 昭和30年4月1日 町制 瑞穂町   | 瑞穂町                      | 平成17年10月11日 京丹波町 | 京丹波町 |
| 北久保村         |                | 明治7年 質美村         | 質美村                     | 質美村                      | 昭和26年4月1日 瑞穂村       | 昭和30年4月1日 町制 瑞穂町   | 瑞穂町                      | 平成17年10月11日 京丹波町 | 京丹波町 |

## 行政
歴代郡長
| 代 | 氏名 | 就任年月日                | 退任年月日                | 備考                   |
| -- | ---- | ------------------------- | ------------------------- | ---------------------- |
| 1  |      | 明治11年（1879年）4月10日 |                           |                        |
|    |      |                           | 大正15年（1926年）6月30日 | 郡役所廃止により、廃官 |